# TT-33
Tulský Tokarev vz. 1933 (TT 33, rusky 7,62-мм самозарядный пистолет Токарева образца 1930 года, 7,62 mm Samozarjadnyj Pistolet Tokareva obrazca 1930 goda) byla první samonabíjecí pistole přijatá do výzbroje Rudé armády a užívanou ve významnějším množství. Používán byl především důstojnickým sborem, vojenskou policií a v určité míře také tankisty či letci. Byl vyvinut na počátku 30. let Fjodorem Tokarevem jako služební pistole pro sovětskou armádu, aby nahradil revolvery Nagant M1895, který se používal od dob ruské říše. Nicméně obě zbraně se nakonec používaly souběžně, místo aby jedna druhou nahradila. TT 33 sloužil až do roku 1952, kdy byl v sovětských službách nahrazen pistolí Makarov.

## Vznik

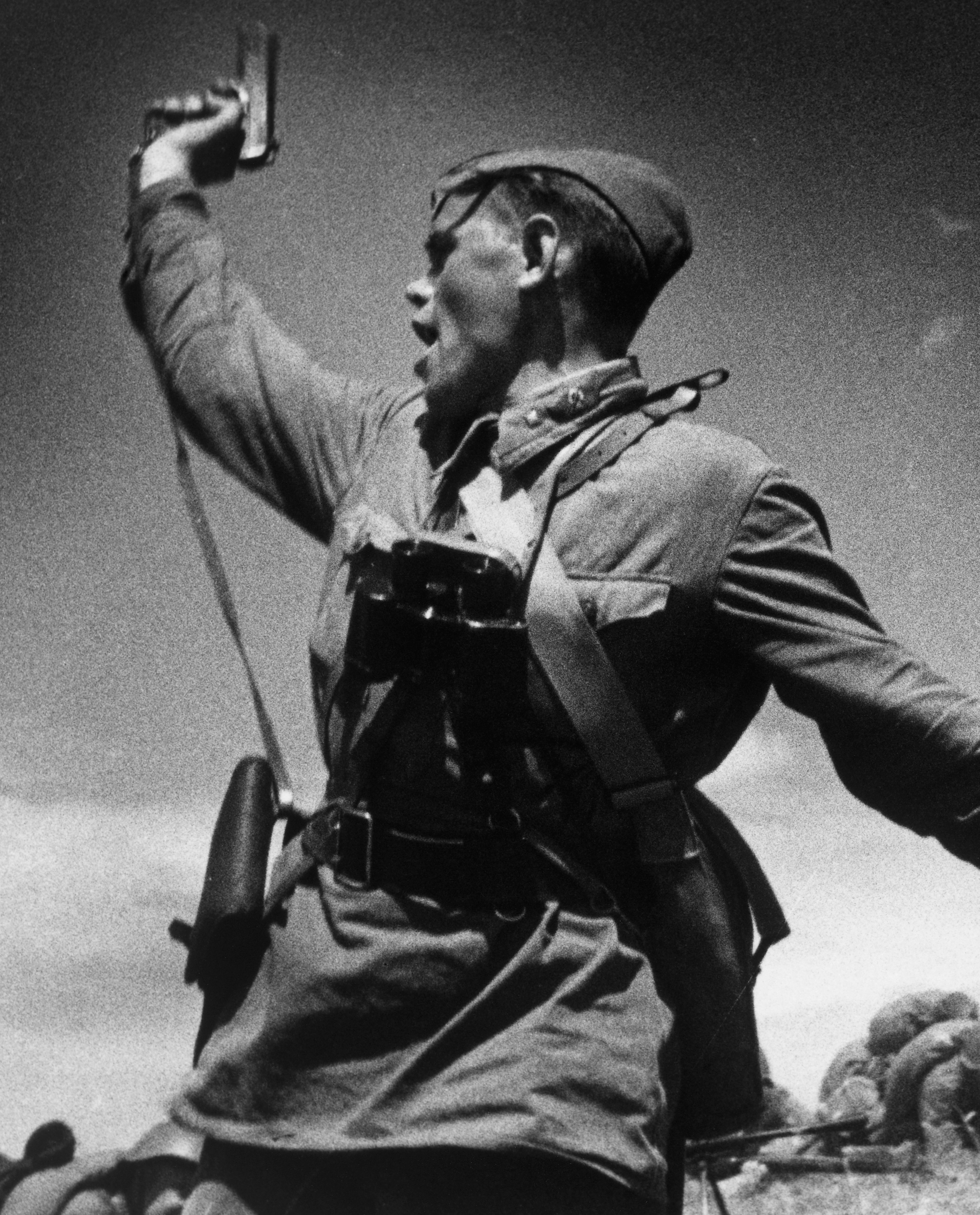
Alpertův snímek Kombat z Velké vlastenecké války, který pravděpodobně zachytil politruka Alexeje Jeremenka krátce před smrtí, jak velí k útoku na německé pozice s pistolí Tokarev TT-33 v ruce, 1942

V roce 1930 schválila Revoluční vojenská rada rezoluci o testování nových ručních zbraní, která by nahradila již zastaralé revolvery Nagant M1895. V roce 1930 byl nakonec vybrán design slavného ruského návrháře zbraní Fedora Tokareva, model TT 30. TT-30 byl vyráběn v letech 1930 až 1936, přičemž bylo vyrobeno asi 93 000. V letech 1930–1932 tyto pistole získala Rudá armáda a po počátečním testování požadovala několik vylepšení a zjednodušení. Byly provedeny drobné změny hlavně, přerušovače, spouště a rámu, z nichž nejvýznamnější je vynechání odnímatelné sestavy kohoutku a změny po celém obvodu zajišťovacích výstupků, které počátkem roku 1934 vedly k přijetí pistole Tokarev vz. 1933 (TT 33). Tato pistole byla vyráběna ve větším objemu již před Velkou vlasteneckou válkou. Do 22. července 1941 bylo pro Rudou armádu vyrobeno přibližně 600 000 pistolí TT-33 a během války byly pistole vyráběny v ještě větším počtu. Většina TT-33 byla vydána velícím důstojníkům a v letech 1931–1945 bylo v Sovětském svazu vyrobeno celkem 1 330 000 tokarevů. V roce 1946 byl TT mírně upraven, aby se ještě více snížily výrobní náklady a jeho výroba v SSSR definitivně skončila kolem roku 1952 s přijetím modernější 9mm pistole Makarov PM.
Tyto pistole tvořily součást výzbroje československých jednotek v Sovětském svazu za druhé světové války. Byly rovněž v poválečném období ve výzbroji československé armády a v padesátých letech nahrazovány pistolí vz. 52 ve stejné ráži.

## Popis

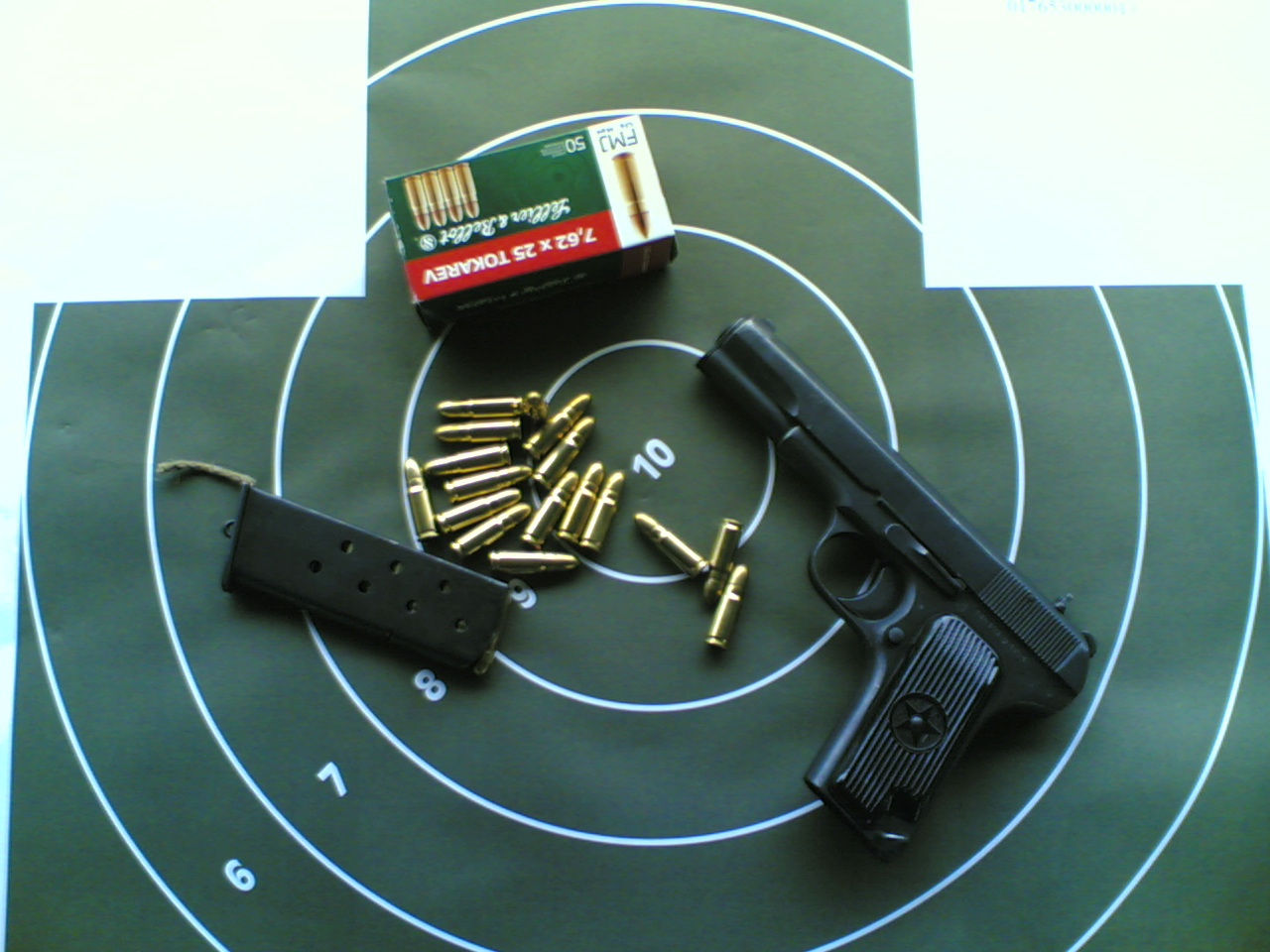
Tokarev

Na první pohled je TT-33 velmi podobný poloautomatické pistoli s dynamickým závěrem FN Model 1903 Johna Browninga, ale používá Browningův systém uzamykání závěru z pistole M1911. Jelikož byla povrchová úprava (vzhledem k válce) dosti zanedbávána působí téměř všechny kusy hrubším dojmem. Zbraně předválečné a poválečné produkce (pouze nepatrné množství v porovnání s válečnou produkcí) jsou výrazně lépe zpracovány. Jedná se o odolnou zbraň, která snese i tvrdé údery a nešetrné zacházení a přitom si zachová funkčnost. Odolností a spolehlivostí značně převyšuje téměř všechny zbraně 20. století a i na dnešní poměry je dosti spolehlivá.
Používá sovětský náboj 7,62 × 25 mm Tokarev: z pistolové hlavně 120mm energie 630 J (z 2krát delší samopalové cca 900 J), což je nejvíce z běžných armádních pistolových nábojů: více nežli 9mm Luger Wehrmachtu, více nežli .45ACP americké armády. Vzhledem k malému průřezu projektilu: průbojnost je nejvyšší z běžných pistolových střel: probije i většinu dnešních neprůstřelných vest (spolehlivě do kategorie III), spolehlivě i na velkou vzdálenost probije i standardní kevlarovou helmu US Army – jako jediný mezi běžnými pistolovými náboji. Svou charakteristikou (tj. přebytkem kinetické energie) patří tento náboj spíše mezi karabinové náboje.
Zajímavostí je, že pistole nemá pojistku, což je u střelné zbraně velmi neobvyklé. I přes skutečnost, že na pistoli pojistka jako samostatná součástka není, zajištění zbraně se dá provést nastavením kohoutu do pojistné polohy.

### Vnitřní konstrukce

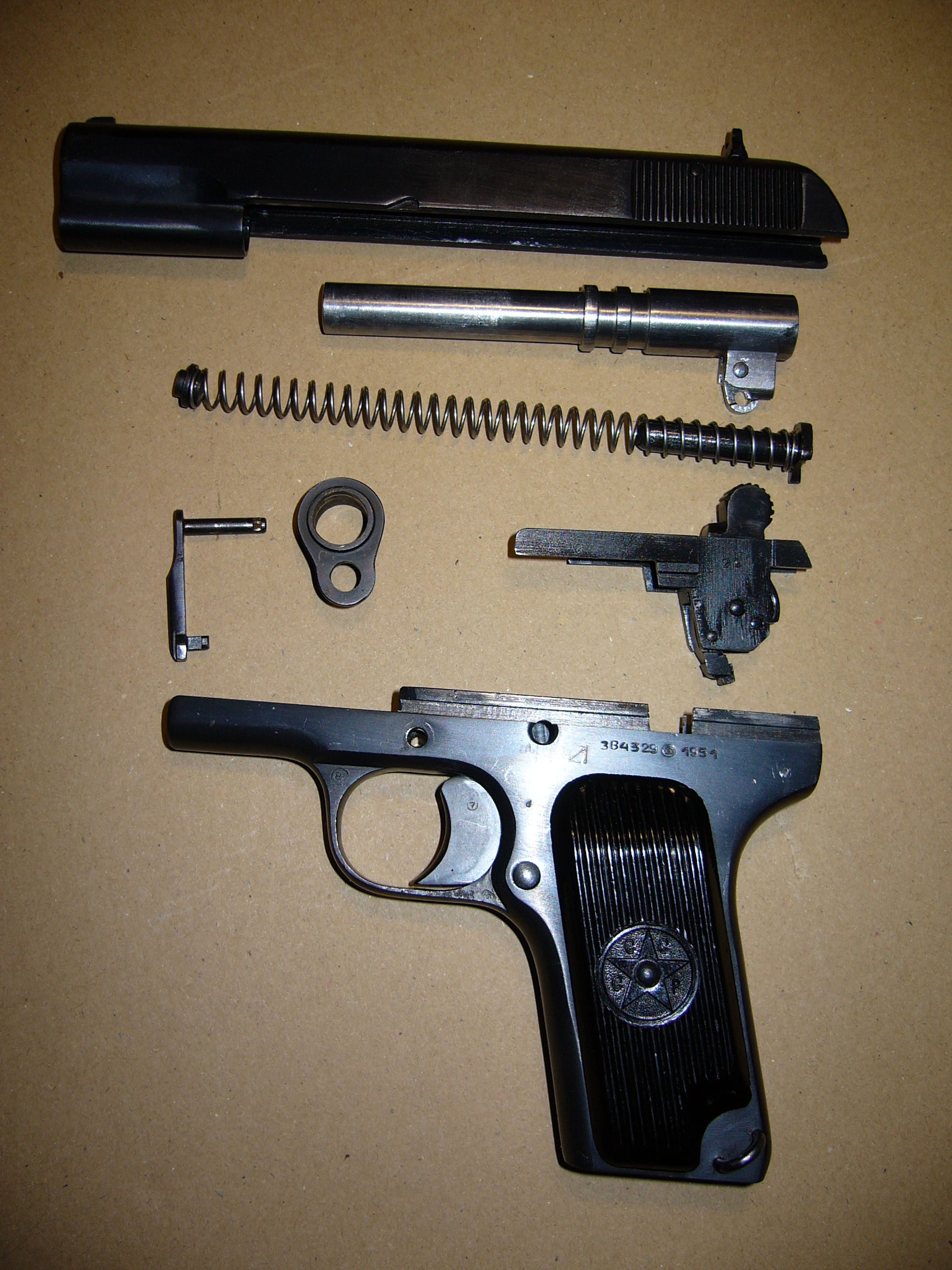
Rozebraný Tokarev

Mechanismus této zbraně vychází částečně z modelu M1911. Samonabíjecí funkce u pistole TT 33 je zajištěna zpětným zákluzem hlavně s nuceným poklesem.
Jedním z vylepšení proti Coltu 1911 je vyfrézování vývodek nábojů do zbraně (konkrétně do vyjímatelné součástky). To umožňuje podávání nábojů nezávisle na vývodkách zásobníku, jež jsou velmi zranitelné. Jejich poškození je jedním z nejčastějších příčin selhání samonabíjecí zbraně.
Velmi evolutivně je řešeno kontejnerové uložení bicího kohoutu a jeho součástek. Celé ústrojí (kontejner) lze po sejmutí závěru vyjmout rukou. Pružina kohoutu je uložena v kohoutu a vzepřena čepem. Oproti pistoli Colt 1911A-1 je TT-33 užší, lehčí a jednodušší. Celkově se konstruktér inspiroval více modely zbraní a to dokonce i slavnou německou pistolí Mauser C96, a jejich skloubením vytvořil ve své době jednoduchou, velmi funkční zbraň.

## Varianty
Krom základní verze existuje mnoho kopií s pouze minimálními úpravami. Zde jsou ty významnější:
- čínský typ 51, typ 54
- jugoslávská M57

Po skončení druhé světové války byly tyto pistole licenčně vyráběny v Polsku, Rumunsku, Maďarsku, Jugoslávii, Číně, Koreji.

### Tokagypt
Nejvýznamnější zbraní vycházející z TT 33 je Tokagypt. Jedná se o zbraň maďarskou. Maďarští konstruktéři provedli některé úpravy, především rekonstrukci na náboj 9 mm Luger. Takto upravenou pistolí byla vybavena egyptská policie.

## Konflikty
- Zimní válka[5]
- Druhá světová válka[5]
- Korejská válka[6]
- Arabsko-izraelský konflikt[7]
- Bangladéšská válka za nezávislost[8]
- Maďarské povstání[9]
- Válka v Afghánistánu (2001–2021)[10]
- Jihoafrická pohraniční válka[11][12]
- Válka na Donbase[13]
- Ruská invaze na Ukrajinu[14]